# Большая Поляна (Ростовская область)
Больша́я Поля́на — посёлок в Зимовниковском районе Ростовской области.
Входит в состав Гашунского сельского поселения.

## География
Посёлок расположен на берегу реки Большой Гашун.

## История
В 1987 году указом Президиума Верховного Совета РСФСР посёлку третьего участка совхоза «Гашунский» присвоено наименование Большая Поляна.

## Население
| 2010 |
| ---- |
| 64   |

## Улицы
- ул. Животноводческая,
- ул. Курганная,
- ул. Лиманная.